# Гълъбова поща
Гълъбовата поща е използването на самостоятелно ориентиращи се гълъби за пренасяне на съобщения. Гълъбите са били ефективни като куриери поради естествените си способности за самостоятелно навигиране. Те са били транспортирани до отдалечена дестинация в клетки, към гълъбите се прикрепват съобщения, след което се пускат да отлетят обратно до дома си, където получателят можеше да прочете съобщението. Гълъбовата поща е била използвана на много места по света. Пощенските гълъби също са били използвани с голям ефект във военни ситуации и в този случай са наричани военни гълъби.

## Ранна история
Като метод за комуникация гълъбовата поща вероятно е толкова стара, колкото древните персийци, от които вероятно произхожда изкуството да се обучават птиците. Римляните са използвали пощенски гълъби за да помагат на своите военни преди повече от 2000 години. Фронтин каза, че Юлий Цезар използва гълъби като пратеници при завладяването си на Галия. По този начин гърците предават имената на победителите на Олимпийските игри в различните си градове.